# Anja Iven
Anja Iven (* 1963) ist eine deutsche Journalistin. Seit 2007 ist sie Unterhaltungschefin beim Hörfunk des WDR in Köln.

## Leben und Wirken
Anja Iven wuchs im Rheinland in einer katholisch geprägten Familie auf. Ihr Vater war mehrere Jahre Ortsvorsteher von Kripp.
Iven absolvierte an der Universität Bonn ein Magisterstudium in den Fächern Geschichte und Germanistik und volontierte anschließend bei der Katholischen Nachrichtenagentur. Zuvor war sie als freie Mitarbeiterin im Lokaljournalismus tätig gewesen, u. a. bei der Kölnischen Rundschau. Im Jahr 1992 wechselte sie zum Radio.
Die von ihr geleitete Hörfunk-Redaktion beim WDR wurde im Jahr 2001 für die Satiresendung Der WDR geht an die Börse mit dem Ernst-Schneider-Preis in der Kategorie Wirtschaft in der Unterhaltung ausgezeichnet. Nachdem sie seit 1990 für den WDR tätig gewesen war, wurde Iven im Januar 2007 Unterhaltungschefin des Senders.